# Knut Nordahl
Knut Nordahl (13 de janeiro de 1920 - 28 de outubro de 1984) foi um futebolista sueco. 

## Carreira
fez parte da geração de medalha de ouro sueca, sagrara-se campeão nos Jogos Olímpicos de Verão de 1948, junto com seus irmãos Bertil e Gunnar Nordahl, o mais famoso deles. Knut foi sem eles à Copa de 1950 pois ainda atuava no amador futebol sueco, cuja seleção não chamava atletas de ligas profissionais, como a italiana, para onde foram seus irmãos após aquelas Olimpíadas.
Ele competiu na Copa do Mundo FIFA de 1950, sediada no Brasil, na qual a seleção de seu país terminou na terceira colocação.

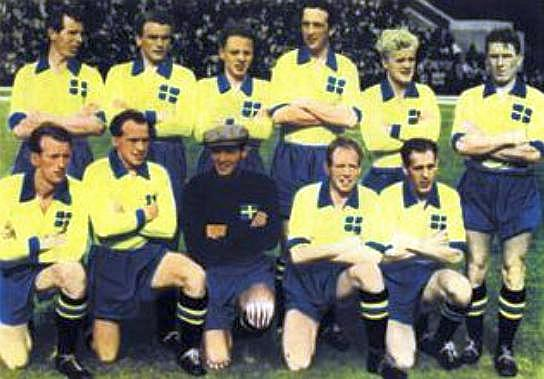
A Seleção Sueca antes de enfrentar a Itália na Copa do Mundo de 1950. Nordahl é o quarto em pé, da esquerda para a direita.

## Ligações Externas
- Perfil na Sports Reference